# Otiophora
Otiophora es un género con 50 especies de plantas fanerógamas perteneciente a la familia de las rubiáceas.
Es nativa de África tropical del sur y Madagascar.

## Taxonomía
El género fue descrito por Joseph Gerhard Zuccarini y publicado en Abhandlungen der Mathematisch-Physikalischen Classe der Königlich Bayerischen Akademie der Wissenschaften 1: 315. 1832.

## Especies seleccionadas
- Otiophora angustifolia Verdc. (1973).
- Otiophora caerulea (Hiern) Bullock (1933).
- Otiophora calycophylla (Sond.) Schltr. & K.Schum. (1901).